# Sense paraules (pel·lícula de 2018)
Sense paraules (títol original en francès, Illettré) és un telefilm dramàtic francès dirigit per Jean-Pierre Améris, emesa per primera vegada el 18 de setembre de 2018 a France 3. És l'adaptació de la novel·la de Cécile Ladjali. S'ha doblat i subtitulat al català per TV3.
La pel·lícula de televisió es va rodar a Marsella i la seva regió entre el 18 d'octubre i el 17 de novembre de 2017. L'antiga fàbrica Fralib, a Gèmas, també va servir d'escenari.
La revista Moustique va lloar «la direcció de Jean-Pierre Améris [que] toca la corda del realisme social amb compromís i sinceritat».